# Németh Helga
Németh Helga (Nagykanizsa, 1973. augusztus 7. –) olimpiai bronz-, világbajnoki ezüst- és Európa-bajnoki bronzérmes magyar kézilabdázó.

## Pályafutása
Németh Helga 1991 és 1993 között a Testnevelési Főiskola csapatában kézilabdázott. Ezután az osztrák Hypo Niederösterreich csapatához igazolt, amellyel osztrák bajnok és kupagyőztes lett, valamint megnyerték a BEK-et. 1994 és 1997 között a Dunaferr játékosa volt, amellyel 1995-ben megnyerte a KEK-et. 1997 és 1998 között az RK Podravka Koprivnica csapatával horvát bajnok és kupagyőztes lett. 1998 és 2003 között az Alba Fehérvár KC játékosa volt, majd egy évig a Viborg kézilabdázója, mellyel dán bajnok és kupagyőztes, valamint EHF-kupagyőztes lett. 2005 és 2008 között a Ferencvárosi TC játékosa, amellyel 2006-ban EHF-kupát, 2007-ben magyar bajnokságot nyert. 2008-tól 2013-as visszavonulásáig az Érd NK játékosa. 142-szer szerepelt a magyar válogatottban 1991 és 2003 között, mellyel olimpiai bronz-, világbajnoki ezüst- és Európa-bajnoki bronzérmet szerzett.

## Sikerei

### Klubcsapatban
- Osztrák bajnokság bajnok: 1994
- Osztrák kupagyőztes: 1994
- Horvát bajnokság bajnok: 1997
- Horvát kupagyőztes: 1997
- Dán bajnokság bajnok: 2004
- Dán kupagyőztes: 2004
- Magyar bajnokság bajnok: 2007
- EHF Bajnokok Ligája győztes: 1994
- EHF-kupagyőztesek Európa-kupája győztes: 1995
- EHF-kupa győztes: 2004, 2006

### Válogatottban
- Olimpia:
  - bronzérmes: 1996
- Kézilabda-világbajnokság:
  - ezüstérmes: 1995
- Kézilabda-Európa-bajnokság:
  - bronzérmes: 1998

## Fordítás
- Ez a szócikk részben vagy egészben  a   Helga Németh című angol Wikipédia-szócikk fordításán alapul.  Az eredeti cikk szerkesztőit annak laptörténete sorolja fel. Ez a jelzés csupán a megfogalmazás eredetét és a szerzői jogokat jelzi, nem szolgál a cikkben szereplő információk forrásmegjelöléseként.